# Heterospathe muelleriana
Heterospathe muelleriana là loài thực vật có hoa thuộc họ Arecaceae. Loài này được (Becc.) Becc. mô tả khoa học đầu tiên năm 1934.